# Impossibilisme
 (janvier 2019).

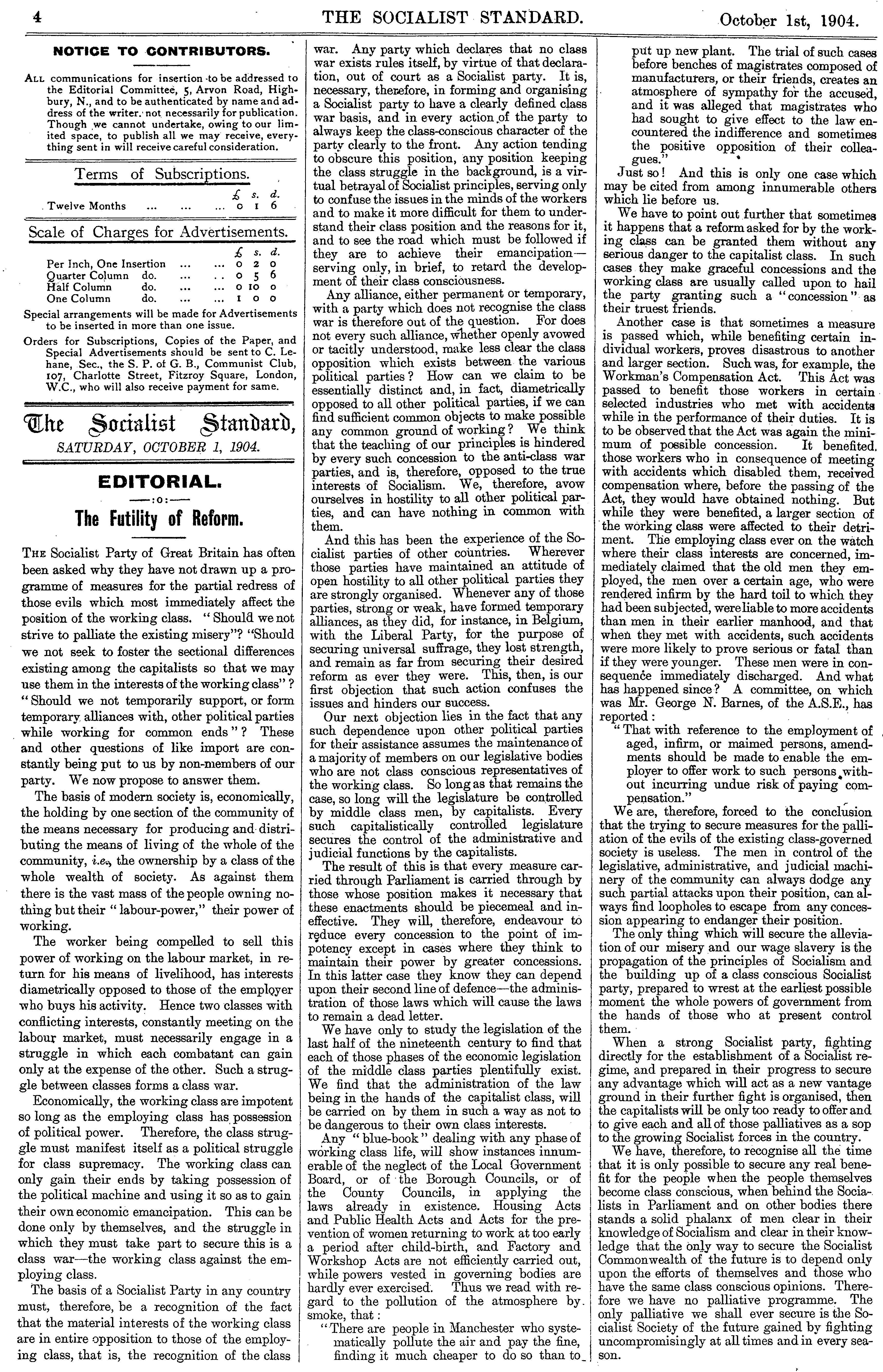
Editorial du Socialist Standard du 1er octobre 1904 : « The Futility of Reform ».

L’impossibilisme est un courant marxiste qui considère que les réformes sociales dans le capitalisme sont futiles, voire contreproductives parce qu’elles stabilisent et renforcent le soutien au capitalisme, contribuant ainsi à assurer sa continuation. L’impossibilisme insiste sur la nécessité de la révolution socialiste, et s’oppose aux partis socialistes réformistes qui visent à aller graduellement au socialisme par la mise en œuvre de réformes sociales populaires (comme un État-providence).

## Historique
L'impossibilisme est né au tournant du 20e siècle, dans un contexte d'essor de la social-démocratie, qui connaissait alors des succès électoraux croissants, une syndicalisation croissante, et parvenait de plus en plus souvent à arracher des réformes sociales. La plupart de ces partis maintenaient officiellement un discours sur l'objectif de la révolution socialiste tout en cessant en réalité de la préparer.
Au Congrès de Paris de la IIe Internationale, en 1900, un débat divise ceux qui acceptent que des socialistes entrent dans des gouvernements bourgeois (qui se désignaient comme possibilistes), insistant sur l'importance d'améliorer immédiatement la vie des ouvriers (« immédiatisme »), et ceux qui leur opposaient le principe d'indépendance de classe (et qui étaient désignés par leurs détracteurs les impossibilistes). La plupart des marxistes révolutionnaires refusent l'entrée de socialistes dans les gouvernements bourgeois, où ils sont de fait solidaires des politiques pro-capitalistes, mais acceptent d'entrer dans les parlements, et poussent dans le sens de réformes, tout en soulignant qu'elles ne suffiront pas et seront toujours menacées.
En France le Parti ouvrier français de Jules Guesde était décrit comme impossibiliste.
Le Parti socialiste de Grande-Bretagne, fondé en 1904 et premier parti se revendiquant marxiste, est généralement rattaché à l'impossibilisme, bien qu’il rejette cette description. Ce parti a donné naissance à une petite internationale, le Mouvement socialiste mondial.
Bien que Rosa Luxemburg ne soit pas habituellement décrite comme une impossibiliste, elle s’est opposée au réformisme et aux formes trop affirmées de parti d’avant-garde. Selon Rosa Luxemburg, « [les relations politiques et juridique du capitalisme] ne sont pas renversées, mais au contraire renforcées et consolidées par le développement des réformes sociales et la course de la démocratie »,.
Outre-Atlantique, l’impossibilisme était principalement représenté par Daniel De Leon, marxiste qui évolua ensuite vers le syndicalisme révolutionnaire (IWW). Le Parti socialiste ouvrier de De Leon était décrit comme impossibiliste par le Parti socialiste américain, plus électoraliste.
L’impossibilisme était particulièrement populaire en Colombie-Britannique (région du Canada) dans les années 1900, sous l'influence d’E.T. Kingsley. Plusieurs membres du Parti socialiste du Canada de Kingsley ont été élus à la législature de la Colombie-Britannique entre 1901 et 1910.
Certains mouvements issus de l'impossibilisme se sont en grande partie rapprochés de la Troisième internationale après 1917 (comme les IWW), avant de s'en éloigner rapidement et de développer une critique du léninisme.
En 1920 apparaît le Proletarian Party of America (dirigé par John Keracher), qui se revendique plus explicitement de l'impossibilisme.